# Associazione per l'Iniziativa Democratica Jugoslava
L'Associazione per l'Iniziativa Democratica Jugoslava (in serbo: Udruženje za Jugoslovensku Demokratsku Inicijativu - UJDI) è stato un partito politico jugoslavo e attivo in particolare in Serbia.
Fu fondato a Zagabria nel 1988 da un gruppo di intellettuali di sinistra: il suo primo presidente fu Branko Horvat, il secondo presidente Nebojša Popov e il suo direttore Žarko Puhovski. Tra gli altri membri, il partito annoverava esponenti del calibro di Bogdan Bogdanović e Milorad Pupovac.
Alle elezioni parlamentari in Serbia del 1990 ha ottenuto lo 0,5% dei voti e un seggio. Alle elezioni presidenziali in Serbia del 1990, assieme all'Unione delle Forze Riformiste di Jugoslavia ha sostenuto Ivan Đurić, che ha ottenuto il 5,5% dei voti finendo al terzo posto.
Nel 1992 il partito è confluito dell'Alleanza Civica di Serbia.